# Megan Tapper
Megan Tapper, född Simmonds den 18 mars 1994, är en jamaicansk friidrottare som tävlar i häcklöpning.

## Karriär
Tapper tävlade för Jamaica vid olympiska sommarspelen 2016 i Rio de Janeiro, där hon blev utslagen i semifinalen på 100 meter häck. Vid Panamerikanska spelen 2019 i Lima tog Tapper brons på 100 meter häck efter att slutat bakom Andrea Vargas från Costa Rica och Chanel Brissett från USA.
Vid olympiska sommarspelen 2020 i Tokyo tog Tapper brons på 100 meter häck, vilket var Jamaicas första olympiska medalj genom tiderna på 100 meter häck.